# Göss (Gemeinde Leoben)
Göss (auch Göß) ist der südlichste Stadtteil und eine Ortschaft und Katastralgemeinde der Stadtgemeinde Leoben in der Obersteiermark, im Bezirk Leoben der Steiermark.
Bekannt ist der Ort besonders durch das Benediktinerinnenstift Göß und das ursprünglich als Stiftsbier gebraute Gösser Bier.

## Geographie
Göss liegt etwa 2½ Kilometer südlich des Leobner Stadtkerns, rechts der Mur an den Mäandern des Leobener Beckens, auf Höhen um 550 m ü. A. Die S6 Semmering Schnellstraße passiert den Ort.
Die Ortschaft umfasst über 800 Gebäude mit etwa 4.000 Einwohnern, davon etwa 1⁄3 direkt im Ortskern und 1⁄2 im Wohngebiet Steigtal südlich.
Zur Katastralgemeinde Göß, mit etwa 820 Hektar, gehören auch die Ortslage Sankt Erhard südlich Muraufwärts, die Rotte Windischberg östlich oberhalb, und die Häuser Steigtal sowie Kaltenbrunn im Gößgraben.
Zum Ortschaftsgebiet werden auch die Katastralgemeinden Prettach Muraufwärts (mit Industriepark Leoben-West, Schladnitzdorf und Winkl), Schladnitzgraben dort südlich, wie auch Gößgraben-Göß (Groß- und Klein-Gößgraben) im hinteren Teil des Gößgrabens gerechnet, womit die Ortschaft alle Gebiete rechts der Mur im Süden Leobens und mehr als die Hälfte des Gemeindegebiets umfasst.
Nachbarkatastralgemeinden und -ortschaften
Nachbarorte
| Leitendorf (O. u.KG)          | Leoben (O.) Waasen (KG)                     | Mühltal (KG)            |
| Hinterberg (O.) Prettach (KG) | Kompassrose, die auf Nachbargemeinden zeigt | ∗                       |
| Sankt Michael i.O. (Gem.) ∗∗  | Schladnitzgraben (KG) ∗∗∗                   | Gößgraben-Göß (KG) ∗∗∗∗ |

∗ an Gößgraben-Göß angrenzend die Ortsch. Niklasdorf (Gem.) und Oberaich (Gem.)
∗∗ an Prettnach angrenzend die Ortsch. Sankt Michael i.O., Vorderlainsach und Hinterlainsach
∗∗∗ dahinter die Ortsch. Kleintal (Gem. Übelbach, Bez. Graz-Umgebung)
∗∗∗∗ dahinter die Ortsch. Laufnitzgraben, Gamsgraben und Gams (alle Gem. Frohnleiten, Bez. Graz-Umg.)

## Geschichte
In Göss wurde um 1004 das Stift Göss als erstes Kloster der Steiermark vom späteren Erzbischof Aribo von Mainz gegründet, von der Abtei Nonnberg in Salzburg aus besiedelt und 1020 von Kaiser Heinrich II. als Reichsabtei unter seinen Schutz gestellt. 1782 wurde es von Kaiser Joseph II. aufgelöst. Mit der Schaffung der Steuergemeinden um 1800 wurde Göß eigenständig eingerichtet. Um 1840 waren hier noch zwei Eisenhämmer (ein Zerrenn- und ein Zeughammer), drei Schmieden (Sensen-, Hacken- und Nagelschmied), eine Hafnerstampfe, eine Tuchwalke, eine Brettersäge  und zwei Mühlen ansässig.
Im Jahre 1938, als nach dem Anschluss allerorten in Österreich Großgemeinden gebildet wurden, wurde Göss, damals eine eigene Gemeinde, zu Leoben eingemeindet.

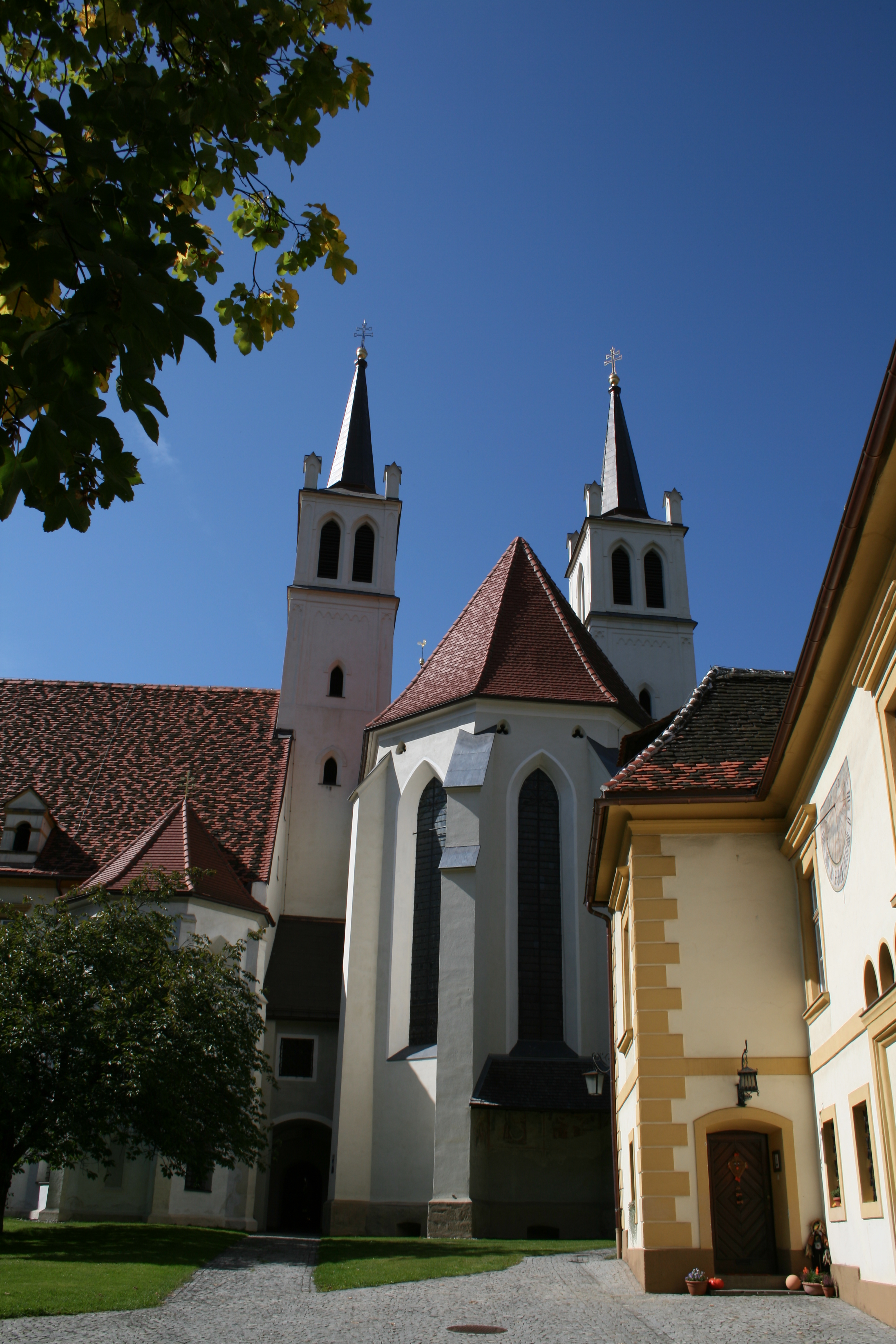
Pfarrkirche Leoben-Göss, ehemalige Klosterkirche vom ehemaligen Stift Göß

## Wirtschaft und Infrastruktur
Zwei Großunternehmen bestimmen die wirtschaftliche Leistung des Leobener Stadtteils:
- Die Brauerei Göss wurde im Jahr 1459 erstmals urkundlich erwähnt und ist heute weit über die Grenzen Österreichs hinaus bekannt. Daher befindet sich im Stadtteil Göss auch ein Brauereimuseum.
- Die Mayr-Melnhof Holz Holding betreibt in Göss eine der leistungsfähigsten Zerspaner-Säge-Anlagen in Österreich. Hier befindet sich auch der Sitz der Holding.

Hauptverkehrsachse ist die Josef-Heißl-Straße, die als Landesstraße L101 ausgewiesen ist, und vom Leobner Zentrum zur Anschlussstelle Leoben-West der S6 führt.

## Persönlichkeiten
- Gerhard Sperl (1936–2021), Montanwissenschaftler, Hochschullehrer, Historiker und Kommunalpolitiker
- Adolf Bachler (1942–2022), Bauingenieur und Künstler

## Nachweise
- 61108 – Leoben. Gemeindedaten der Statistik Austria

1. ↑  Stadtgemeinde Leoben (Hrsg.): Statistisches Jahrbuch 2011. Kapitel 2. Bevölkerung und Kultuswesen (pdf (Seite nicht mehr abrufbar, festgestellt im April 2018. Suche in Webarchiven)  Info: Der Link wurde automatisch als defekt markiert. Bitte prüfe den Link gemäß Anleitung und entferne dann diesen Hinweis., leoben.at)
2. ↑  Göss in der Österreichischen Karte und Geonam Österreich; Göß im Ortsverzeichnis  2001 für die Ortschaft; Katastralgemeinde ebenfalls Göß
3. ↑  Georg Goeth: Das Herzogthum Steiermark: geographisch-statistisch-topographisch dargestellt und mit geschichtlichen Erläuterungen versehen. Band 2. Verlag J.G. Heubner, Wien 1841, 20. Bezirk Göſs 10. Steuergemeinde Göſs, S. 359–365 (Google eBook, vollständige Ansicht).